# Copa del Emperador 2022
La Copa del Emperador 2022 (Japonés: 天皇杯 JFA 第102回全日本サッカー選手権大会) fue la 102.ª edición de esta competición anual de la Copa del Emperador. Inició el 21 de mayo con la primera ronda y finalizó el 16 de octubre en el estadio Nissan en Yokohama. El campeón participó en la Supercopa de Japón 2023 y en la Liga de Campeones de la AFC 2023-24. El Urawa Red Diamonds fue el campeón defensor, mientras que el ganador del torneo fue Ventforet Kofu, que logró el primer título de su historia.

## Calendario
El calendario fue anunciado el 21 de diciembre de 2021.
| Etapa            | Fechas          | Número de equipos participantes | Clubes entrantes en esta ronda                                   |
| ---------------- | --------------- | ------------------------------- | ---------------------------------------------------------------- |
| Primera ronda    | 21–23 de mayo   | 48 (1+47) → 24                  | - 47: ganadores de copas prefecturales - 1: mejor equipo amateur |
| Segunda ronda    | 1–8 de junio    | 64 (24+18+22) → 32              | - 18: clubes de la J1 League - 22: clubes de la J2 League        |
| Tercera ronda    | 22–29 de junio  | 32 → 16                         |                                                                  |
| Octavos de final | 13–20 de julio  | 16 → 8                          |                                                                  |
| Cuartos de final | 7 de septiembre | 8 → 4                           |                                                                  |
| Semifinales      | 5 de octubre    | 4 → 2                           |                                                                  |
| Final            | 16 de octubre   | 2 → 1                           |                                                                  |

## Primera ronda
| Equipo 1                    | Resultado    | Equipo 2                                 |
| --------------------------- | ------------ | ---------------------------------------- |
| Sapporo University          | 1–0          | Yamanashi Gakuin University              |
| Vertfee Yaita               | 7–0          | Nagai Club                               |
| Matsumoto Yamaga            | 3–2          | Hokuriku University                      |
| Imabari                     | 1–4          | Okinawa                                  |
| Jobu University             | 0–1          | Fuji University                          |
| Kagoshima United            | 3–1          | Giravanz Kitakyushu                      |
| Vanraure Hachinohe          | 0–1          | Niigata University of Health and Welfare |
| Gifu                        | 3–2          | Chukyo University                        |
| Nagasaki                    | 1–2          | Kagura Shimane                           |
| Fukui United                | 0–1          | Doshisha University                      |
| Arterivo Wakayama           | 2–4          | Kansai University                        |
| Nara Club                   | 0–1 (t. s.)  | Honda                                    |
| Suzuka Point Getters        | 3–0          | Cento Cuore Harima                       |
| Takamatsu University        | 0–3          | Shunan University                        |
| Brew KASHIMA                | 0–2          | Kochi United                             |
| Gainare Tottori             | 0–4          | Verspah Oita                             |
| Toin University of Yokohama | 1–0          | Rissho University                        |
| MIO Biwako Shiga            | 1–2 (t. s.)  | International Pacific University         |
| Kataller Toyama             | 1–0          | Fujieda MYFC                             |
| University of Tsukuba       | 2–2 (5–3 p.) | Briobecca Urayasu                        |
| Fukuyama City               | 3–2          | Tokushima                                |
| Fukushima United            | 7–1          | North Asia University                    |
| Honda Lock                  | 3–0          | MarryGold Kumamoto                       |
| Sony Sendai                 | 3–1          | Tokyo International University           |

## Segunda ronda
| Equipo 1                   | Resultado    | Equipo 2                                 |
| -------------------------- | ------------ | ---------------------------------------- |
| Kawasaki Frontale          | 5–0          | Sapporo University                       |
| Tokyo Verdy                | 2–1          | Blaublitz Akita                          |
| Shonan Bellmare            | 3–0          | Vertfee Yaita                            |
| Júbilo Iwata               | 5–2          | Matsumoto Yamaga                         |
| Avispa Fukuoka             | 3–0          | Okinawa                                  |
| Machida Zelvia             | 1–3          | Iwate Grulla Morioka                     |
| F. C. Tokio                | 2–0          | Fuji University                          |
| V-Varen Nagasaki           | 1–0          | Kagoshima United                         |
| Kashima Antlers            | 2–1          | Niigata University of Health and Welfare |
| Ryukyu                     | 1–4          | Omiya Ardija                             |
| Gamba Osaka                | 4–2 (t. s.)  | Gifu                                     |
| Oita Trinita               | 3–0          | Kagura Shimane                           |
| Nagoya Grampus             | 2–0          | Doshisha University                      |
| JEF United Chiba           | 1–2          | Zweigen Kanazawa                         |
| Cerezo Osaka               | 3–1          | Kansai University                        |
| Vegalta Sendai             | 2–1          | Honda                                    |
| Yokohama F. Marinos        | 3–0          | Suzuka Point Getters                     |
| Fagiano Okayama            | 0–1          | Tochigi                                  |
| Shimizu S-Pulse            | 8–0          | Shunan University                        |
| Kyoto Sanga                | 3–1 (t. s.)  | Kochi United                             |
| Sagan Tosu                 | 1–0          | Verspah Oita                             |
| Albirex Niigata            | 1–4          | Roasso Kumamoto                          |
| Hokkaido Consadole Sapporo | 4–3 (t. s.)  | Toin University of Yokohama              |
| Ventforet Kofu             | 5–1          | International Pacific University         |
| Vissel Kobe                | 3–2          | Kataller Toyama                          |
| Mito HollyHock             | 1–2 (t. s.)  | Renofa Yamaguchi                         |
| Kashiwa Reysol             | 1–0          | University of Tsukuba                    |
| Tokushima Vortis           | 2–1          | Fukuyama City                            |
| Urawa Red Diamonds         | 1–0          | Fukushima United                         |
| Montedio Yamagata          | 1–3          | Thespakusatsu Gunma                      |
| Sanfrecce Hiroshima        | 2–0          | Honda Lock                               |
| Yokohama                   | 3–3 (3–1 p.) | Sony Sendai                              |

## Tercera ronda
| Equipo 1                   | Resultado   | Equipo 2             |
| -------------------------- | ----------- | -------------------- |
| Kawasaki Frontale          | 0–1         | Tokyo Verdy          |
| Shonan Bellmare            | 0–1         | Júbilo Iwata         |
| Avispa Fukuoka             | 3–1         | Iwate Grulla Morioka |
| F. C. Tokio                | 2–3 (t. s.) | V-Varen Nagasaki     |
| Kashima Antlers            | 3–0         | Omiya Ardija         |
| Gamba Osaka                | 3–1         | Oita Trinita         |
| Nagoya Grampus             | 1–0         | Zweigen Kanazawa     |
| Cerezo Osaka               | 3–2         | Vegalta Sendai       |
| Yokohama F. Marinos        | 0–2         | Tochigi              |
| Shimizu S-Pulse            | 0–1         | Kyoto Sanga          |
| Sagan Tosu                 | 3–2         | Roasso Kumamoto      |
| Hokkaido Consadole Sapporo | 1–2         | Ventforet Kofu       |
| Vissel Kobe                | 2–1         | Renofa Yamaguchi     |
| Kashiwa Reysol             | 2–1         | Tokushima Vortis     |
| Urawa Red Diamonds         | 0–1         | Thespakusatsu Gunma  |
| Sanfrecce Hiroshima        | 5–0         | Yokohama             |

## Fase final

### Cuadro de desarrollo
|  | Octavos de final    | Octavos de final            |                |       | Cuartos de final | Cuartos de final |  |  | Semifinales  | Semifinales  |  |  | Final         | Final         |
|  | 13 al 20 de julio   | 13 al 20 de julio           |                |       | 7 de septiembre  | 7 de septiembre  |  |  | 5 de octubre | 5 de octubre |  |  | 16 de octubre | 16 de octubre |
|  |                     |                             |                |       |                  |                  |  |  |              |              |  |  |               |               |
|  |                     |                             |                |       |                  |                  |  |  |              |              |  |  |               |               |
|  |                     |                             |                |       |                  |                  |  |  |              |              |  |  |               |               |
|  | Avispa Fukuoka      | 2                           |                |       |                  |                  |  |  |              |              |  |  |               |               |
|  | Avispa Fukuoka      | 2                           |                |       |                  |                  |  |  |              |              |  |  |               |               |
|  | V-Varen Nagasaki    | 0                           |                |       |                  |                  |  |  |              |              |  |  |               |               |
|  | V-Varen Nagasaki    | 0                           | Avispa Fukuoka | 1     |                  |                  |  |  |              |              |  |  |               |               |
|  |                     |                             |                | 1     |                  |                  |  |  |              |              |  |  |               |               |
|  |                     | Ventforet Kofu (t. s.)      | 2              |       |                  |                  |  |  |              |              |  |  |               |               |
|  | Sagan Tosu          | Ventforet Kofu (t. s.)      | 2              | 1     |                  |                  |  |  |              |              |  |  |               |               |
|  | Sagan Tosu          |                             |                | 1     |                  |                  |  |  |              |              |  |  |               |               |
|  | Ventforet Kofu      | 3                           |                |       |                  |                  |  |  |              |              |  |  |               |               |
|  | Ventforet Kofu      | 3                           | Ventforet Kofu | 1     |                  |                  |  |  |              |              |  |  |               |               |
|  |                     |                             |                | 1     |                  |                  |  |  |              |              |  |  |               |               |
|  |                     | Kashima Antlers             | 0              |       |                  |                  |  |  |              |              |  |  |               |               |
|  | Vissel Kobe         | Kashima Antlers             | 0              | 2     |                  |                  |  |  |              |              |  |  |               |               |
|  | Vissel Kobe         |                             |                | 2     |                  |                  |  |  |              |              |  |  |               |               |
|  | Kashiwa Reysol      | 1                           |                |       |                  |                  |  |  |              |              |  |  |               |               |
|  | Kashiwa Reysol      | 1                           | Vissel Kobe    | 0     |                  |                  |  |  |              |              |  |  |               |               |
|  |                     |                             |                | 0     |                  |                  |  |  |              |              |  |  |               |               |
|  |                     | Kashima Antlers             | 1              |       |                  |                  |  |  |              |              |  |  |               |               |
|  | Kashima Antlers     | Kashima Antlers             | 1              | 2     |                  |                  |  |  |              |              |  |  |               |               |
|  | Kashima Antlers     |                             |                | 2     |                  |                  |  |  |              |              |  |  |               |               |
|  | Gamba Osaka         | 0                           |                |       |                  |                  |  |  |              |              |  |  |               |               |
|  | Gamba Osaka         | 0                           | Ventforet Kofu | 1 (5) |                  |                  |  |  |              |              |  |  |               |               |
|  |                     |                             |                | 1 (5) |                  |                  |  |  |              |              |  |  |               |               |
|  |                     | Sanfrecce Hiroshima         | 1 (4)          |       |                  |                  |  |  |              |              |  |  |               |               |
|  | Tochigi             | Sanfrecce Hiroshima         | 1 (4)          | 1     |                  |                  |  |  |              |              |  |  |               |               |
|  | Tochigi             |                             |                | 1     |                  |                  |  |  |              |              |  |  |               |               |
|  | Kyoto Sanga         | 2                           |                |       |                  |                  |  |  |              |              |  |  |               |               |
|  | Kyoto Sanga         | 2                           | Kyoto Sanga    | 2     |                  |                  |  |  |              |              |  |  |               |               |
|  |                     |                             |                | 2     |                  |                  |  |  |              |              |  |  |               |               |
|  |                     | Tokyo Verdy                 | 1              |       |                  |                  |  |  |              |              |  |  |               |               |
|  | Tokyo Verdy (t. s.) | Tokyo Verdy                 | 1              | 2     |                  |                  |  |  |              |              |  |  |               |               |
|  | Tokyo Verdy (t. s.) |                             |                | 2     |                  |                  |  |  |              |              |  |  |               |               |
|  | Júbilo Iwata        | 1                           |                |       |                  |                  |  |  |              |              |  |  |               |               |
|  | Júbilo Iwata        | 1                           | Kyoto Sanga    | 1     |                  |                  |  |  |              |              |  |  |               |               |
|  |                     |                             |                | 1     |                  |                  |  |  |              |              |  |  |               |               |
|  |                     | Sanfrecce Hiroshima (t. s.) | 2              |       |                  |                  |  |  |              |              |  |  |               |               |
|  | Nagoya Grampus      | Sanfrecce Hiroshima (t. s.) | 2              | 1     |                  |                  |  |  |              |              |  |  |               |               |
|  | Nagoya Grampus      |                             |                | 1     |                  |                  |  |  |              |              |  |  |               |               |
|  | Cerezo Osaka        | 2                           |                |       |                  |                  |  |  |              |              |  |  |               |               |
|  | Cerezo Osaka        | 2                           | Cerezo Osaka   | 1     |                  |                  |  |  |              |              |  |  |               |               |
|  |                     |                             |                | 1     |                  |                  |  |  |              |              |  |  |               |               |
|  |                     | Sanfrecce Hiroshima         | 2              |       |                  |                  |  |  |              |              |  |  |               |               |
|  | Thespakusatsu Gunma | Sanfrecce Hiroshima         | 2              | 0     |                  |                  |  |  |              |              |  |  |               |               |
|  | Thespakusatsu Gunma |                             |                | 0     |                  |                  |  |  |              |              |  |  |               |               |
|  | Sanfrecce Hiroshima | 1                           |                |       |                  |                  |  |  |              |              |  |  |               |               |
|  | Sanfrecce Hiroshima | 1                           |                |       |                  |                  |  |  |              |              |  |  |               |               |

### Octavos de final
| 13 de julio | Sagan Tosu    | 1 − 3   | Ventforet Kofu                     | Estadio Yamanashi Chuo Bank, Kōfu                            |                                                              |
| 18:00 (JST) | Miyashiro 75' | Reporte | - Paraíba 33', 37' - Matsumoto 76' | Asistencia: 1820 espectadores Árbitro(s): Koichiro Fukushima | Asistencia: 1820 espectadores Árbitro(s): Koichiro Fukushima |

| 13 de julio | Nagoya Grampus | 1 − 2   | Cerezo Osaka                   | Estadio Yodoko Sakura, Osaka                              |                                                           |
| 18:30 (JST) | Mateus 69'     | Reporte | - Fujii 7' (a.g.) - Tameda 88' | Asistencia: 3734 espectadores Árbitro(s): Hiroki Kasahara | Asistencia: 3734 espectadores Árbitro(s): Hiroki Kasahara |

| 13 de julio | Avispa Fukuoka            | 2 − 0   | V-Varen Nagasaki | Estadio de Atletismo, Nagasaki                           |                                                          |
| 19:00 (JST) | - Watari 11' - Juanma 79' | Reporte |                  | Asistencia: 3463 espectadores Árbitro(s): Yudai Yamamoto | Asistencia: 3463 espectadores Árbitro(s): Yudai Yamamoto |

| 13 de julio | Kashima Antlers             | 2 − 0   | Gamba Osaka | Estadio de Kashima, Kashima                               |                                                           |
| 19:00 (JST) | - Pituca 71' - Everaldo 75' | Reporte |             | Asistencia: 3663 espectadores Árbitro(s): Akihiko Ikeuchi | Asistencia: 3663 espectadores Árbitro(s): Akihiko Ikeuchi |

| 13 de julio | Tochigi      | 1 − 2   | Kyoto Sanga                   | Kanseki Stadium Tochigi, Utsunomiya                      |                                                          |
| 19:00 (JST) | Miyazaki 36' | Reporte | - Toyokawa 6' - Ismaila 90+3' | Asistencia: 2376 espectadores Árbitro(s): Hayato Shimizu | Asistencia: 2376 espectadores Árbitro(s): Hayato Shimizu |

| 13 de julio | Vissel Kobe                | 2 − 1   | Kashiwa Reysol | Estadio Noevir Kobe, Kōbe                                  |                                                            |
| 19:00 (JST) | - Sasaki 40' - Hatsuse 86' | Reporte | Shiihashi 61'  | Asistencia: 3776 espectadores Árbitro(s): Yuichi Nishimura | Asistencia: 3776 espectadores Árbitro(s): Yuichi Nishimura |

| 13 de julio | Thespakusatsu Gunma | 0 − 1   | Sanfrecce Hiroshima | Shoda Shoyu Stadium Gunma, Maebashi                    |                                                        |
| 19:00 (JST) |                     | Reporte | Shiotani 57'        | Asistencia: 2362 espectadores Árbitro(s): Ryō Tanimoto | Asistencia: 2362 espectadores Árbitro(s): Ryō Tanimoto |

| 20 de julio | Tokyo Verdy                     | 2 − 1 (t. s.) | Júbilo Iwata  | Estadio Ajinomoto, Tokio                                    |                                                             |
| 19:00 (JST) | - Arai 84' (pen.) - Narawa 114' | Reporte       | Germain 90+3' | Asistencia: 2275 espectadores Árbitro(s): Yoshihiro Imamura | Asistencia: 2275 espectadores Árbitro(s): Yoshihiro Imamura |

### Cuartos de final
| 7 de septiembre | Cerezo Osaka | 1 − 2   | Sanfrecce Hiroshima            | Estadio Yodoko Sakura, Osaka                               |                                                            |
| 18:30 (JST)     | Taggart 40'  | Reporte | - Kashiwa 86' - Kawamura 90+1' | Asistencia: 5054 espectadores Árbitro(s): Futoshi Nakamura | Asistencia: 5054 espectadores Árbitro(s): Futoshi Nakamura |

| 7 de septiembre | Avispa Fukuoka | 1 – 2 (t. s.) | Ventforet Kofu                | Estadio Best Denki, Fukuoka                            |                                                        |
| 19:00 (JST)     | Moriyama 27'   | Reporte       | - Mitsuhira 16' - Torikai 97' | Asistencia: 1948 espectadores Árbitro(s): Yusuke Araki | Asistencia: 1948 espectadores Árbitro(s): Yusuke Araki |

| 7 de septiembre | Vissel Kobe | 0 − 1   | Kashima Antlers | Estadio Noevir Kobe, Kōbe                             |                                                       |
| 19:00 (JST)     |             | Reporte | Suzuki 62'      | Asistencia: 4931 espectadores Árbitro(s): Jumpei Iida | Asistencia: 4931 espectadores Árbitro(s): Jumpei Iida |

| 7 de septiembre | Kyoto Sanga       | 2 − 1   | Tokyo Verdy   | Estadio Ajinomoto, Tokio                                  |                                                           |
| 19:00 (JST)     | Paulinho 21', 53' | Reporte | Taniguchi 90' | Asistencia: 2454 espectadores Árbitro(s): Akihiko Ikeuchi | Asistencia: 2454 espectadores Árbitro(s): Akihiko Ikeuchi |

### Semifinales
| 5 de octubre | Ventforet Kofu | 1 – 0   | Kashima Antlers | Estadio de Kashima, Kashima                                  |                                                              |
| 17:30 (JST)  | Miyazaki 37'   | Reporte |                 | Asistencia: 8965 espectadores Árbitro(s): Koichiro Fukushima | Asistencia: 8965 espectadores Árbitro(s): Koichiro Fukushima |

| 5 de octubre | Kyoto Sanga | 1 – 2 (t. s.) | Sanfrecce Hiroshima                    | Estadio Takebishi, Kioto                                |                                                         |
| 19:30 (JST)  | Ismaila 79' | Reporte       | - Douglas 40' (pen.) - Ben Khalifa 95' | Asistencia: 6787 espectadores Árbitro(s): Hajime Matsuo | Asistencia: 6787 espectadores Árbitro(s): Hajime Matsuo |

### Final
| 16 de octubre | Ventforet Kofu                                        | 1 – 1 (t. s.)(5 – 4 p.)    | Sanfrecce Hiroshima                                      | Estadio Nissan, Yokohama                               |                                                        |
| 14:00 (JST)   | Mitsuhira 26'                                         | Reporte                    | Kawamura 84'                                             | Asistencia: 37 998 espectadores Árbitro(s): Ryūji Satō | Asistencia: 37 998 espectadores Árbitro(s): Ryūji Satō |
|               |                                                       | Tiros desde el punto penal |                                                          |                                                        |                                                        |
|               | - Lira - Getúlio - N. Matsumoto - Ishikawa - Yamamoto |                            | - Sotiriou - T. Matsumoto - Khalifa - Kawamura - Mitsuta |                                                        |                                                        |

|                                    |
| Bandera de Japón                   |
| Campeón Ventforet Kofu 1.er título |

## Máximos goleadores
| # | Futbolista           | Club             | Goles |
| - | -------------------- | ---------------- | ----- |
| 1 | Junya Takahashi      | Fukushima United | 4     |
| 1 | Kazushi Mitsuhira    | Ventforet Kofu   | 4     |
| 2 | Akira Silvano Disaro | Shimizu S-Pulse  | 3     |
| 2 | Paulo Junichi Tanaka | Matsumoto Yamaga | 3     |
| 2 | Ryusei Fujita        | Vertfee Yaita    | 3     |
| 2 | Patric               | Gamba Osaka      | 3     |